# 할리우드 영화제
할리우드 영화제(Hollywood Film Festival)는 매년 미국 캘리포니아주 로스앤젤레스에서 행해지는 영화제이다.